# Up at Night (álbum de Cimorelli)
Up At Night es el primer álbum del grupo estadounidense de música pop adolescente Cimorelli que fue lanzado el 18 de mayo de 2016. El álbum viene nueve años después de que el grupo comenzó a colocar videos en los que interpretaban en YouTube, es un disco lleno de armonías y cuenta con catorce canciones originales. El álbum fue anunciado a través de una transmisión en vivo en el canal de YouTube del grupo.
El álbum fue lanzando a los fanes el 17 de mayo de 2016, a través de PledgeMusic.
"Hearts On Fire" fue la primera pista disponible para los fanes, y un enlace de descarga se puso a disposición a través de PledgeMusic. "I'm A Mess", fue lanzado el 1 de abril de 2016 y "Fall Back" fue publicado el 10 de mayo de 2016.
El prelanzamiento de Up At Night se llevó a cabo en Big Machine Store en Nashville, Tennessee el 14 de mayo de 2016.

## Carátula del álbum
La portada oficial del álbum fue diseñanada por Charmaine Cheng y también por la fotógrafa Acacia Evans. Dani Cimorelli, miembro de la banda, diseñó el folleto y la contraportada del álbum.

## Lista de canciones
| N.º | Título                         | Escritora(s) | Duración |
| --- | ------------------------------ | --- | -------- |
| 1   | "Up At Night"                  | Christina Cimorelli · Lauren Cimorelli · Dani Cimorelli                                                                                   | 4:04     |
| 2   | "Make It Stronger"             | Christina Cimorelli · Amy Cimorelli | 3:30     |
| 3   | "I Like It"                    | Christina Cimorelli · Lauren Cimorelli · Dani Cimorelli · Katherine Cimorelli                                                             | 3:16     |
| 4   | "I Know You Know It"           | Christina Cimorelli | 3:10     |
| 5   | "Hearts On Fire"               | Christina Cimorelli | 3:56     |
| 6   | "I'm A Mess"                   | Christina Cimorelli · Lauren Cimorelli | 3:00     |
| 7   | "Sunsets And Heartbreak"       | Christina Cimorelli | 4:20     |
| 8   | "Acid Rain (Never Gonna Stay)" | Lauren Cimorelli | 2:56     |
| 9   | "Before October's Gone"        | Dani Cimorelli · Christina Cimorelli | 3:57     |
| 10  | "Easy To Forget Me"            | Amy Cimorelli · Christina Cimorelli · Katherine Cimorelli · Lauren Cimorelli                                                              | 4:04     |
| 11  | "Fall Back"                    | Christina Cimorelli · Katherine Cimorelli · Lisa Cimorelli · Amy Cimorelli · Lauren Cimorelli · Dani Cimorelli · John King · Matt McVaney | 3:16     |
| 12  | "Headlights"                   | Lisa Cimorelli · Christina Cimorelli · Amy Cimorelli                                                                                      | 4:06     |
| 13  | "Brave Heart"                  | Christina Cimorelli · Katherine Cimorelli · Amy Cimorelli                                                                                 | 3:14     |
| 14  | "Worth The Fight"              | Katherine Cimorelli · Christina Cimorelli                                                                                                 | 3:49     |
|     |                                | Duración total: | 50:38    |

## Videos musicales
| Título                         | Año  | Director                                  |
| ------------------------------ | ---- | ----------------------------------------- |
| "Hearts On Fire"               | 2016 | Christina Cimorelli Lauren Cimorelli      |
| "I'm A Mess"                   | 2016 | Christina Cimorelli Lauren Cimorelli      |
| "Fall Back"                    | 2016 | Samuel Ryan Willey                        |
| "Headlights"                   | 2016 | Seth Donald Dunlap Jeremías John Dunlap   |
| "I Like It"                    | 2016 | Seth Donald Dunlap Jeremiah Donald Dunlap |
| "Sunsets And Heartbreak"       | 2016 |                                           |
| "Before October's Gone"        | 2016 | Seth Donald Dunlap Jeremiah Donald Dunlap |
| "Acid Rain (Never Gonna Stay)" | 2016 | Seth Donald Dunlap Jeremiah Donald Dunlap |
| "Up at Night"                  | 2016 | Seth Donald Dunlap Jeremiah Donald Dunlap |
| "I Know You Know It"           | 2016 |                                           |
| "Worth The Fight"              | 2017 |                                           |

## Gráficos
| Gráfico (2016)                                     | Posición alta |
| -------------------------------------------------- | ------------- |
| Estados Unidos Álbumes Top Heatseekers (Billboard) | 7             |
| EE. UU. Top discos de País (Billboard)             | 24            |
| US Discos Independientes (Billboard)               | 31            |

## Trivia
- "Worth The Fight", canción escrita por Christina y Katherine está dedicada a las fanes.
- Las integrantes de Cimorelli anunciaron este álbum en una transmisión en vivo el 13 de febrero de 2016.
- El álbum lleva el nombre de una canción que Christina escribió, ella lanzó una demo en su Snapchat que se puede encontrar en YouTube.
- Lauren reveló que la canción "Easy To Forget Me" estará en el álbum.
- Una canción llamada "Sunsets And Heartbreak" está en el álbum, fue escrita por Christina.
- Hay una canción llamada "Acid Rain (Never Gonna Stay)", que es la canción que Lauren escribió.
- Hay otra canción llamada "Brave Heart" que está en el álbum.
- Lisa confirmó que "I'm A Mess" estaría en el álbum en una transmisión en vivo el 23 de marzo de 2016.
- Lisa confirmó que "Boom" no estaría en el álbum en una transmisión en vivo el 13 de febrero de 2016.
- Lauren reveló en Twitter que "Don't Think About It" no estará en el álbum.
- Christina y Lisa revelaron que "I Like It" y una canción llamada "I Know You Know It" están en el álbum cuando ellas tocaron un avance de las canciones que estarían en el álbum.
- Christina confirmó que "Before October's Gone" estará en el álbum cuando ella interpretó un fragmento de la pista en Snapchat y Dani también confirmó esto durante una transmisión en vivo el 29 de marzo de 2016.
- Christina confirmó que una canción llamada "Make It Stronger" estará en el álbum cuando ella interpretó fragmentos de canciones del álbum en Snapchat.
- Cimorelli publicó la portada oficial del álbum y la lista de canciones en PledgeMusic el 4 de mayo de 2016.

- Datos: Q23647180